# Josto Maffeo
Josto Maffeo (Nulvi, 14 de julio de 1947) es un periodista italiano, corresponsal del diario Il Messaggero en España.

## Biografía
Josto Maffeo nació en Nulvi (Cerdeña) pero pasó casi toda su infancia y adolescencia en la región de Piamonte. Comenzó como periodista en el diario local Gazzetta del Popolo, más tarde se integró en la redacción de la RAI en Turín y luego pasó a trabajar en cadenas de radio y televisión locales, embriones de las futuras cadenas alternativas al monopolio estatal de la RAI. Uno de sus primeros proyectos propios fue el semanario Radio-Stampa sobre la nueva radiotelevisión italiana.
A finales de la década de 1970 se estableció en Madrid como corresponsal del diario Il Messaggero para cubrir la transición española y la transformación política de ese país tras la caída del franquismo. A lo largo de tres décadas se ha mantenido como corresponsal de esa cabecera para toda la península ibérica, con incursiones en el Magreb y en Francia. Además ha sido tesorero, secretario general y presidente del Círculo de Corresponsales Extranjeros de España a comienzos de la década de 1990.
En medios españoles, ha sido analista de prensa en el programa matinal La Mirada Crítica de Telecinco, destacando por su repaso informativo y su sentido del humor. También ha participado en el programa Buenos Días, dirigido por Julio César Iglesias en Radio Nacional de España, y ha analizado la política nacional e internacional en 24 Horas con Fermín Bocos. Actualmente tiene una sección semanal en No es un día cualquiera, dirigido por Pepa Fernández en RNE, y participa en tertulias radiofónicas de la RAI.
En 2009 publicó el libro Sahara. Un viaje a la sabiduría de las gentes del desierto, editado por La Esfera de los Libros junto con la periodista Ángeles Blanco. En esta obra dedicada al Sáhara, una de sus mayores pasiones, Maffeo relata las experiencias vividas en esa región a lo largo de tres décadas. Su actividad de asistencia sanitaria entre los nómadas del desierto y su promoción de los primeros auxilios fueron reconocidas por el Samur-Protección Civil, que en 2008 le entregó el «Premio por la acción de concienciación social».
El 12 de diciembre de 2016 fue nombrado Caballero de la Orden de la Estrella de la Solidaridad Italiana por el presidente de la República Italiana, Sergio Mattarella, en reconocimiento a «su trayectoria profesional, las contribuciones a las relaciones entre Italia y España y su implicación solidaria, sobre todo en el ámbito social y sanitario».

## Distinciones
- Caballero de la Orden de la Estrella de la Solidaridad Italiana (2016)